# Park Przemysłowy Police
| Park Przemysłowy Police                    | Park Przemysłowy Police     |
| ------------------------------------------ | --------------------------- |
| PPP, Policki Park Przemysłowy, Police Park |                             |
|                                            |                             |
| Państwo                                    | Polska                      |
| Lokalizacja                                | Gmina Police, Miasto Police |
| Powstanie                                  | 2004 r.                     |
| Powierzchnia                               | 137 ha                      |

Park Przemysłowy Police (PPP, Policki Park Przemysłowy, Police Park) – park przemysłowy obejmujący rozległy teren w środkowej części miasta Police (województwo zachodniopomorskie). Rozciąga się na powierzchni ok. 137 ha w tym ponad 10 ha tworzy obszar Podstrefy Police Kostrzyńsko-Słubickiej Specjalnej Strefy Ekonomicznej.

## Historia
Akcjonariuszami powstałej w 2004 r. firmy Infrapark Police S.A. (zarządza terenami) są: Zakłady Chemiczne Police S.A., Gmina Police, Uniwersytet Szczeciński i Zachodniopomorska Agencja Rozwoju Regionalnego S.A. Głównymi celami utworzenia PPP było stworzenie terenu inwestycyjnego dla podmiotów gospodarczych zgodnego ze standardami oraz prawem UE i RP.

## Ulgi
Na terenie PPP obowiązują ulgi podatkowe od nieruchomości sięgające 80% stawki obowiązującej w Gminie Police. W ekonomicznej strefie specjalnej inwestor ma możliwość uzyskania ulgi podatkowej od pochodu sięgającej 40%-60%.

## Infrastruktura i komunikacja
- PPP dzięki bliskiej lokalizacji Z.Ch. Police S.A. korzysta z jego infrastruktury;
- Połączenia drogowe z DW114, DW115, DK3, DK10, A6;
- Połączenia kolejowe z LK406 oraz własne (Police Chemia);
- Port morski Police.

## Projekty
Infrapark Police S.A. bierze udział w następujących projektach europejskich:
- Tworzenie korzystnych warunków dla rozwoju firmy Sektorowego Programu Operacyjnego – Wzrost Konkurencyjności Przedsiębiorstw, lata 2004 – 2006;
- Baltic Business Development Network (Interreg III komponent B BSR);
- Regionalny System Innowacji[4].